# カウプ

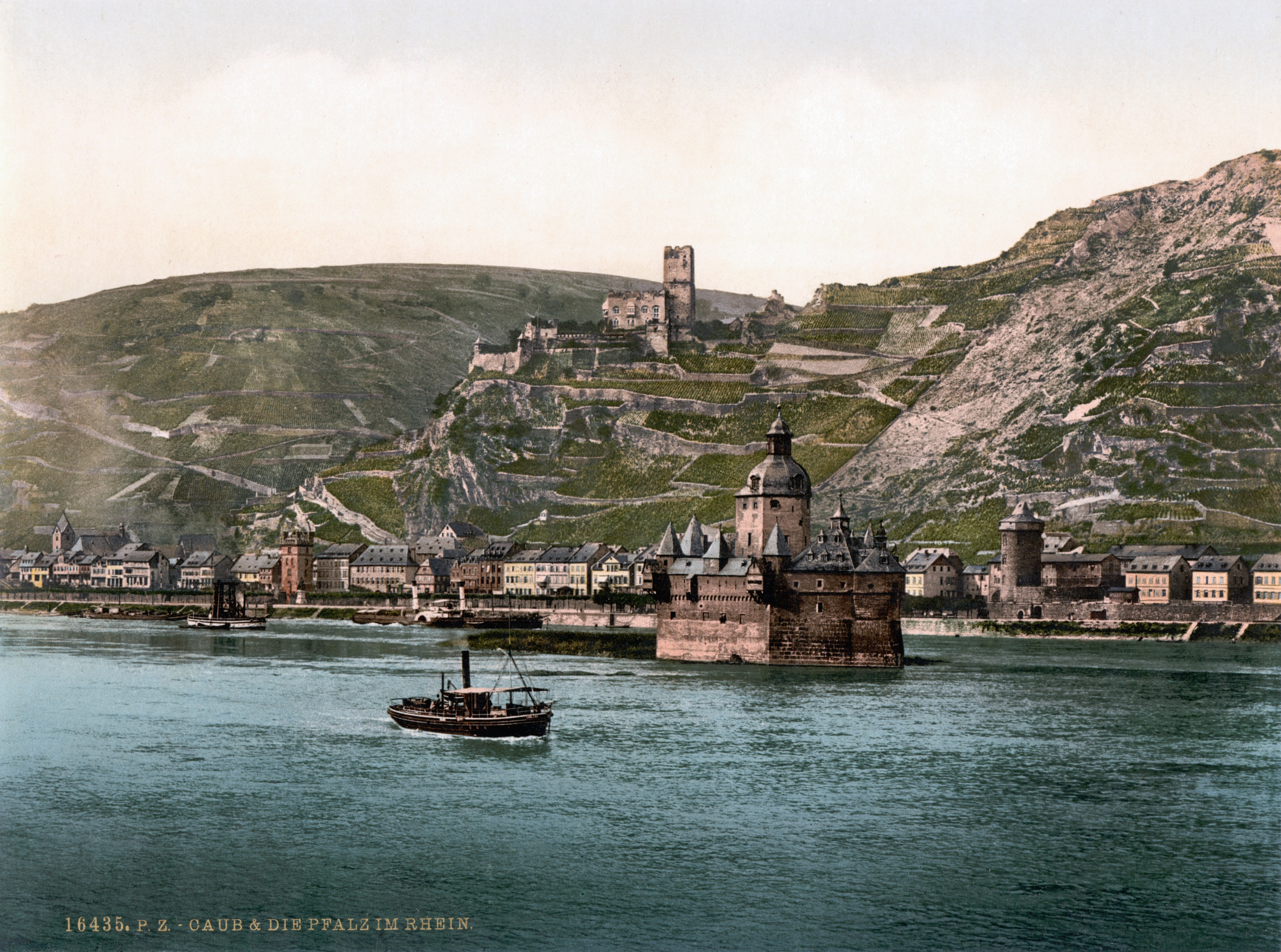
プファルツ城（手前）とグーテンフェルス城（後方）

カウプ（独: Kaub）は、ドイツ連邦共和国西部、ライン川支流のナーエ川河口に位置する街。ラインラント＝プファルツ州ライン＝ラーン郡にある。

## 概要
歴史的建造物が多く中世の面影をよく残し、2002年には「ライン渓谷中流上部」として世界遺産に登録されている。

## 参考資料

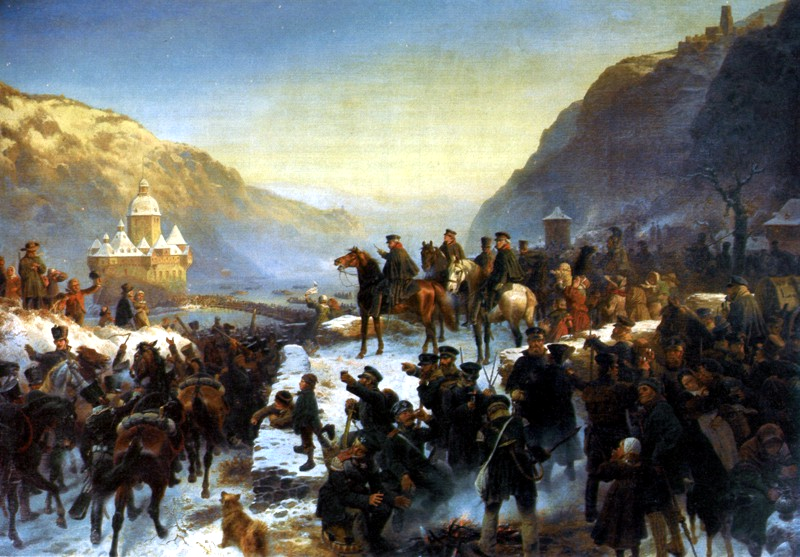
ブリュッヘルのライン川渡河
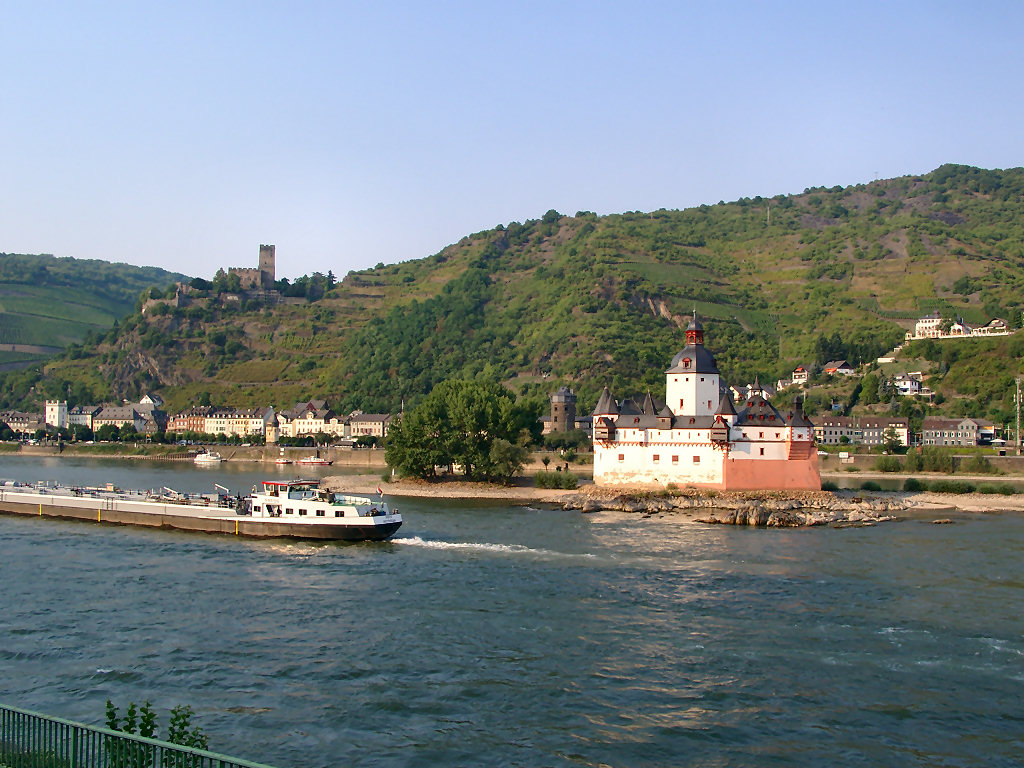
プファルツ城とグーテンフェルス城
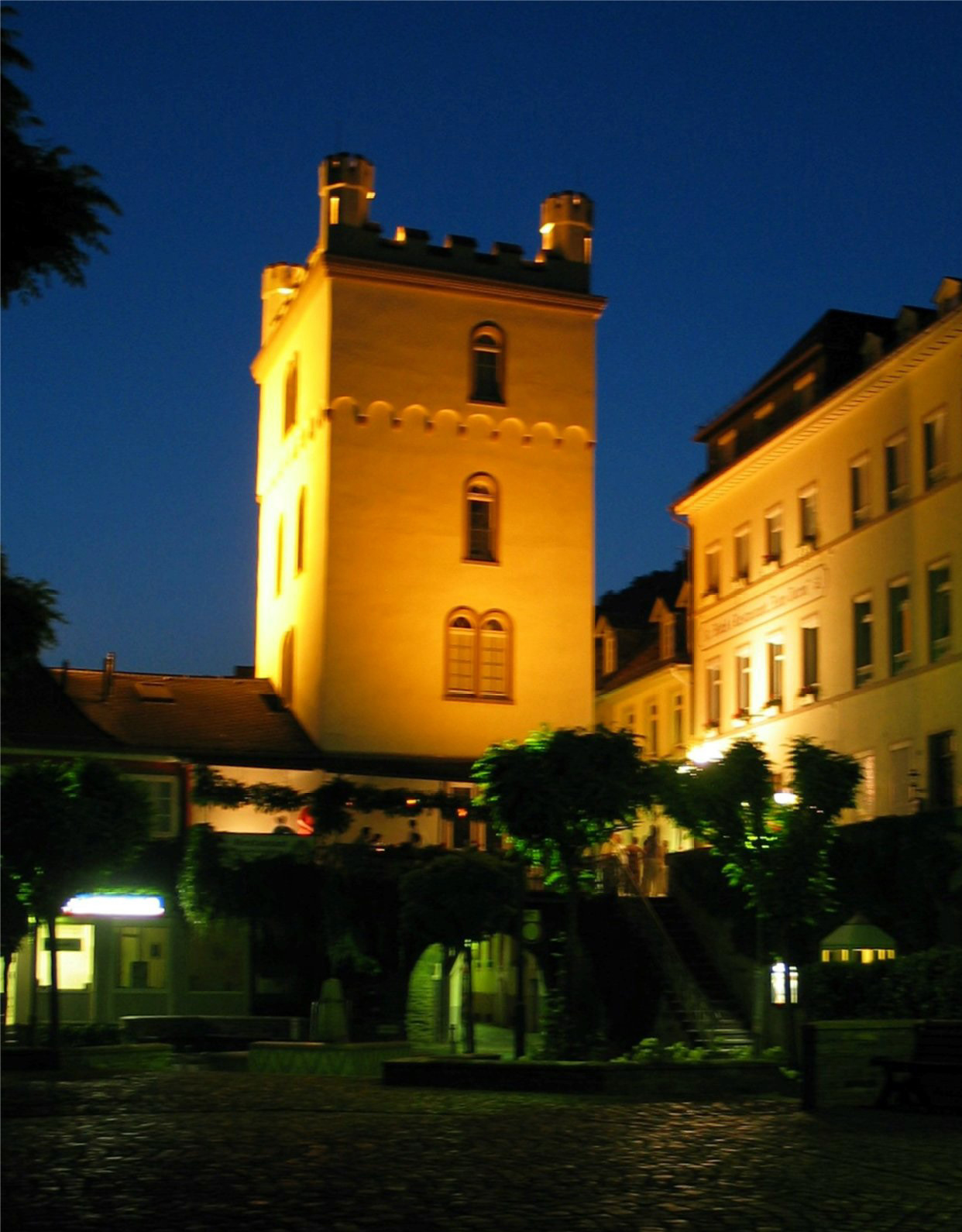
„Zum Turm“ ホテル
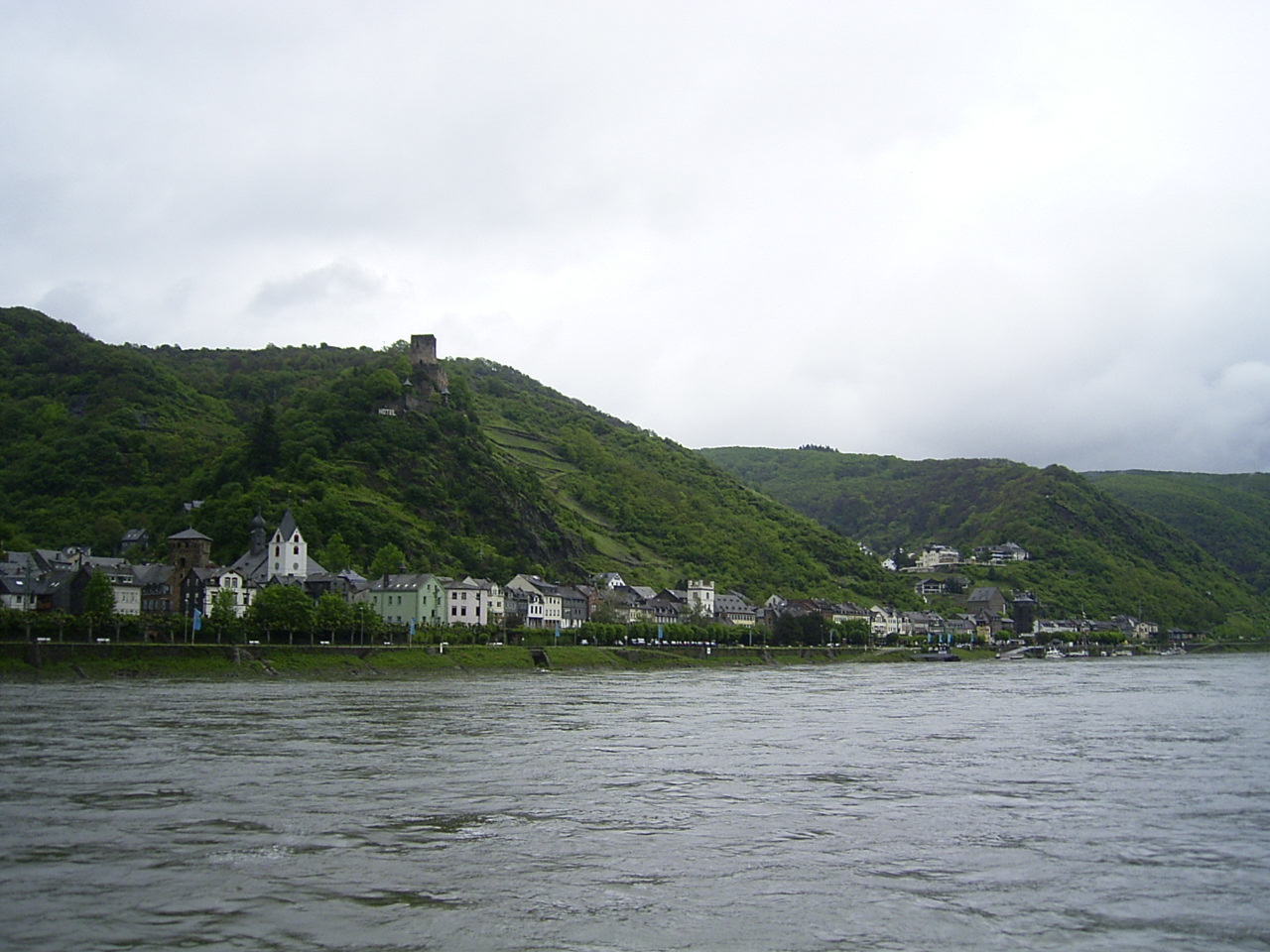
カウプ背後の丘のグーテンフェルス城
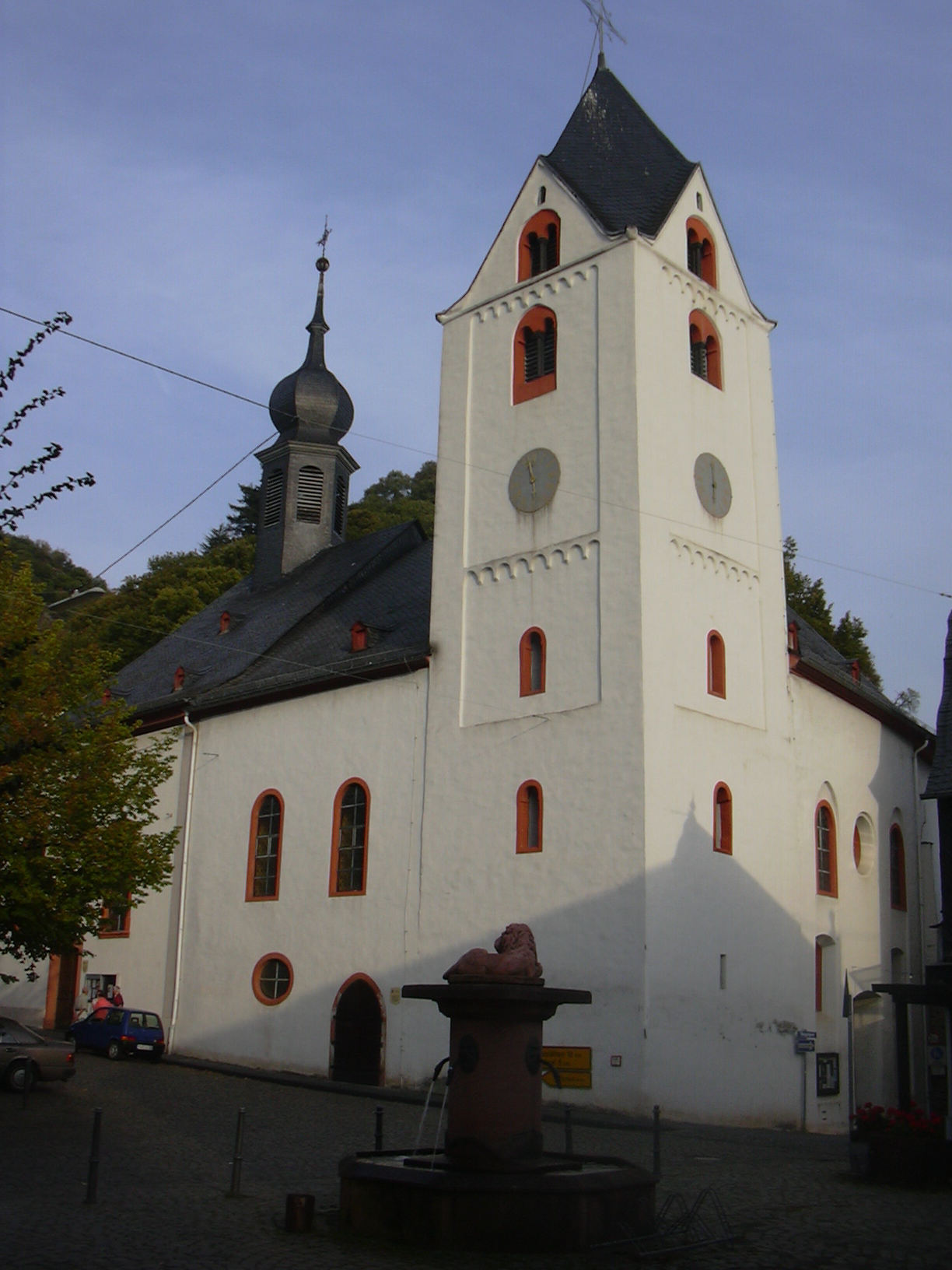
プロテスタントの三位一体教会

1. ↑  Statistisches Landesamt Rheinland-Pfalz – Bevölkerungsstand 31. Dezember 2023, Landkreise, Gemeinden, Verbandsgemeinden